# Jennifer Love Hewitt (album)
Jennifer Love Hewitt è il terzo album dell'omonima cantante, pubblicato nel 1996.

## Tracce
1. Cool with You (Joleen Belle, Robert Palmer) – 3:15
2. No Ordinary Love (Deborah Cox, Stephens) – 4:05
3. (Our Love) Don't Throw It All Away (Barry Gibb, Derek Weaver) – 3:58
4. Never a Day Goes By (Wayne Cohen) – 4:12
5. Don't Push the River (Cohen, Billy Mann) – 3:37
6. The Greatest Word (Cohen, Connor Reeves) – 4:15
7. I Want a Love I Can See (Smokey Robinson) – 3:50
8. I Always Was Your Girl (Tracey Thorn, Ben Watt) – 4:32
9. Last Night (Cohen, Peter Zizzo) – 4:17
10. I Believe In... (David Bryant, Fran Lucci, Dara Stewart) – 4:33
11. Never a Day Goes By (Acoustic Version) (Cohen) – 4:13
12. It's Good to Know I'm Alive (Dick Rudolph, Michael Sembello) – 3:02

## Formazione
- Jennifer Love Hewitt - voce, background vocals
- Paul Adamy - basso
- Alex Al - basso
- John Avarese - sintetizzatore
- Eric Bazilian - chitarra
- Wayne Cohen - chitarra acustica, bass, chitarra elettrica, tastiera, background vocals, loops
- Melvin Davis - basso
- Valerie Davis - background vocals
- Charles Julian Fearing - chitarra ritmica
- David Flemming - batteria, tastiera
- Jimmy Greco - percussioni
- Doug Grigsby - percussioni
- Joel Kipnis - acoustic guitar, electric guitar
- Fran Lucci - background vocals
- Billy Mann - water effects
- Howard McCrary - tastiera
- Robert Palmer - percussioni, wah wah chitarra
- Danny Powers - chitarra
- Michael Sembello - chitarra, background vocals
- Ira Siegel - chitarra, electric guitar, steel guitar

## Produzione
- Producers: Wayne Cohen, Skip Drinkwater, David Flemming, Jimmy Greco, Joel Kipnis, Howard McCrary, Robert Palmer, Dick Rudolph, Michael Sembello
- Executive producer: Rich Christina
- Engineers: Joe Alexander, Brad Davis, David Flemming, Robert Mitchell, Greg Mull, Chris Papastephanou, Chris Roberts
- Assistant engineers: Brad Catlett, Tony Meador, Stephanie Sylden
- Mixing: Joe Alexander, Brad Davis, Skip Drinkwater, David Flemming, Chris Roberts
- Mixing assistant: Stephanie Gylden
- Mastering: Rick Essig
- Drum programming: David Flemming, Jimmy Greco, Robert Palmer
- Keyboard programming: Dave Cintron, David Clinton
- Vocal programming: Wayne Cohen, Peter Zizzo
- Programming: Michael Sembello
- Project coordinators: Brad Davis, Richard J. Davis
- Rhythm arrangements: David Flemming
- Vocal arrangement: Valerie Davis, Joel Kipnis, Larry Loftin, Billy Mann, Howard McCrary, Robert Palmer, Conner Reeves, Peter Zizzo
- Art direction: Elizabeth Barrett
- Design: Elizabeth Barrett
- Photography: Diego Uchitel